# Pritchardia hardyi
Pritchardia hardyi es una especie de palmera endémica de los bosques húmedos de la isla de Kauai en alturas inferiores a 610 m.

## Descripción
El tronco de esta especie es de rápido crecimiento y alcanza un tamaño de 24 m de altura, con un diámetro de 0,30 m. Sus hojas miden 0,90 m de longitud. A partir de 1998 sólo 30 individuos permanecen en la naturaleza a lo largo de un sendero único en Kauai. Está incluida en una lista federal de especies en peligro de extinción de los Estados Unidos.

## Taxonomía
Pritchardia hardyi fue descrita por  Joseph Rock y publicado en Mem. Bishop Mus., Honolulu viii. 61 (1921).
Etimología
Pritchardia: nombre genérico otorgado en honor de William Thomas Pritchard, Cónsul británico en Fiyi.
Sinonimia
- Pritchardia weissichiana Rock[5][6]